# Hermann von Bloedau
Hermann von Bloedau (* 5. Dezember 1853 in Sondershausen; † 28. Februar 1927 in Priefel bei Altenburg) war Offizier, Rittergutsbesitzer und Mitglied des Deutschen Reichstags.

## Leben
Bloedau war ein Sohn des Fürstlichen Leibarztes Carl von Bloedau und dessen Ehefrau Jeanette, geb. von Kauffberg. Er besuchte die Realschule und das Gymnasium in Sondershausen sowie die Klosterschule Roßleben.
Am 26. März 1873 trat Bloedau als Offiziersanwärter in das 7. Thüringische Infanterie-Regiment Nr. 96 der Preußischen Armee ein. Nach dem Besuch der Kriegsschule Engers avancierte er Mitte Oktober 1874 zum Sekondeleutnant. Zur weiteren Ausbildung absolvierte er 1877/80 die Kriegsakademie und wurde von November 1880 bis Mai 1881 als Ordonnanzoffizier des Herzogs von Sachsen-Altenburg kommandiert. Ab Januar 1882 war Bloedau Bataillonsadjutant und stieg im April 1884 zum Regimentsadjutanten auf. In dieser Stellung erfolgte Mitte März 1885 seine Beförderung zum Premierleutnant. Am 14. Juli 1885 wurde Bloedau unter Stellung à la suite seines Regiments zunächst auf ein Jahr beurlaubt und dann mit der Erlaubnis zum Tragen der Armeeuniform verabschiedet.
Ab 1888 war er als praktischer Landwirt auf Ehrenberg tätig. Weiter war er Vorsitzender des Landesverbandes der Militär- und Kriegsvereine des Herzogtums Sachsen-Altenburg, Vorsitzender des landwirtschaftlichen Vereins zu Altenburg sowie des Zentralausschusses der landwirtschaftlichen Vereine des Herzogtums. Außerdem war er Delegierter zum Deutschen Landwirtschaftsrat und Landtagsabgeordneter der sachsen-altenburgischen Landschaft. Er war herzoglich sächsisch-altenburgischer Kammerherr.
Von 1898 bis 1903 war er Mitglied des Deutschen Reichstags für den Reichstagswahlkreis Herzogtum Sachsen-Altenburg (Altenburg, Roda) und den Bund der Landwirte.
Als der „von Bloedau’sche Familienverband“ 1910 in Sondershausen als Verein eingetragen wurde, fungierte er als Vorsitzender; sein Neffe Curt von Bloedau war Schriftführer.
Hermann heiratete am 28. Juni 1885 Ursina Alma Schucan-Heder verw. Schmidt (* 20. Januar 1854 in Leipzig; † 13. Januar 1916 in Ehrenberg). Das Paar hatte zwei Kinder: die Tochter Alma Jeanette Maria (* 20. September 1886 in Ehrenberg), verheiratet mit Max Heuduck († 1918); und den Sohn Carl Max Hermann (* 19. November 1892 in Ehrenberg; † 20. Juli 1941), verheiratet mit Helene von Uslar (* 25. Juni 1895 in Hannover).